# 烏利亞尼夫卡 (斯卡多夫斯克區)
46°12′26″N 32°56′57″E / 46.20722°N 32.94917°E
烏利亞尼夫卡（烏克蘭語：Улянівка）是位於烏克蘭南部的村莊，由赫爾松州斯卡多夫斯克區的斯卡多夫斯克市鎮負責管轄。該村面積0.14平方公里，海拔高度14米，2001年人口1,060，人口密度每平方公里7,464.8人。